# Duncan Edwards
Duncan Edwards (* 1. Oktober 1936 in Dudley; † 21. Februar 1958 in München) war ein englischer Fußballspieler.

## Sportlicher Werdegang
Edwards wurde im mittelenglischen Dudley geboren. Bereits als er elf Jahre alt war, fielen einem Lehrer seine Fähigkeiten auf.
Auch Spähern von Manchester United fiel er jung auf. Er passte ideal in das Konzept von Trainer Matt Busby. Dieser musste zu dieser Zeit ein neues Team aufbauen und wollte dafür Spieler aus der eigenen Jugend verwenden.
Er debütierte in der ersten Liga 1953 bei der 0:4-Niederlage gegen Cardiff City. Bald schon war er für die Mannschaft unersetzbar. Manchester United spielte in den folgenden Jahren in der Liga großartig auf. So wurden sie in der Saison 1955/56 mit elf Punkten Vorsprung auf den Zweitplatzierten Meister, so viel wie nie zuvor. Auch im Jahr danach wurde Manchester United souverän Champion.
In den fünf Jahren, in denen er in der ersten Liga spielte, machte er 175 Spiele und erzielte 21 Tore.
1955 hatte er auch im Trikot der englischen Fußballnationalmannschaft beim Klassiker gegen Schottland debütiert. Bis zu seinem Tod hatte er für England 18 Spiele bei fünf Torerfolgen absolviert. Auch sein Einsatz bei der WM 1958 galt als so gut wie sicher.

## Die Flugzeugkatastrophe in München
Seine noch junge Karriere endete abrupt am 6. Februar 1958: Manchester United war an Bord des Fluges BEA 609 auf dem Rückflug vom Europapokalspiel bei Roter Stern Belgrad (3:3, Manchester hatte sich für das Halbfinale qualifiziert). Beim Auftankstopp in München-Riem stellte man Probleme fest. Beim dritten Startversuch schließlich rutschte die Maschine aufgrund des Schneematsches auf dem hinteren Teil der Startbahn von selbiger und geriet in Brand. Sieben Spieler starben. 
Edwards wurde schwer verletzt in das Klinikum rechts der Isar gebracht. Er hatte viel Blut verloren und schwere innere Blutungen. Am 11. Februar fiel er ins Koma. Er starb am 21. Februar. Sein Leichnam wurde später nach Dudley gebracht, wo er auch beigesetzt wurde. Er wurde im selben Grab wie seine Schwester Carol Anne beigesetzt, die 1947 im Alter von 14 Wochen gestorben war.
Matt Busby meinte später, es werde nie mehr einen Spieler wie ihn geben.Quellenbeleg fehlt! 2002 wurde er in die English Football Hall of Fame aufgenommen.